# Vrachonisída Tsoúka
Vrachonisída Tsoúka är en ö i Grekland.   Den ligger i prefekturen Nomós Dodekanísou och regionen Sydegeiska öarna, i den östra delen av landet, 280 km öster om huvudstaden Aten.
Terrängen på Vrachonisída Tsoúka är varierad.